# Christian Woman
Christian Woman è il secondo singolo degli statunitensi Type O Negative.

## Video musicale
Sono stati girati due video per questa canzone. Uno censurato (girato da Jon Reiss), contenente solo la prima parte della canzone (conosciuta anche come Body of Christ (Corpus Christi)), con un testo modificato e meno esplicito. L'altro video contiene la canzone non censurata e nella sua intera durata.

## Tracce
1. Christian Woman (New and Unimproved Version) - 4:28
2. Christian Woman (Butt Kissing Sell Out Version) - 4:29
3. Suspended in Dusk - 8:39

## Crediti
- Peter Steele - voce e basso
- Josh Silver - tastiere, sintetizzatore, effetti e voce
- Kenny Hickey - chitarra e voce
- Sal Abruscato - batteria